# St. Jakob (Langenstein)

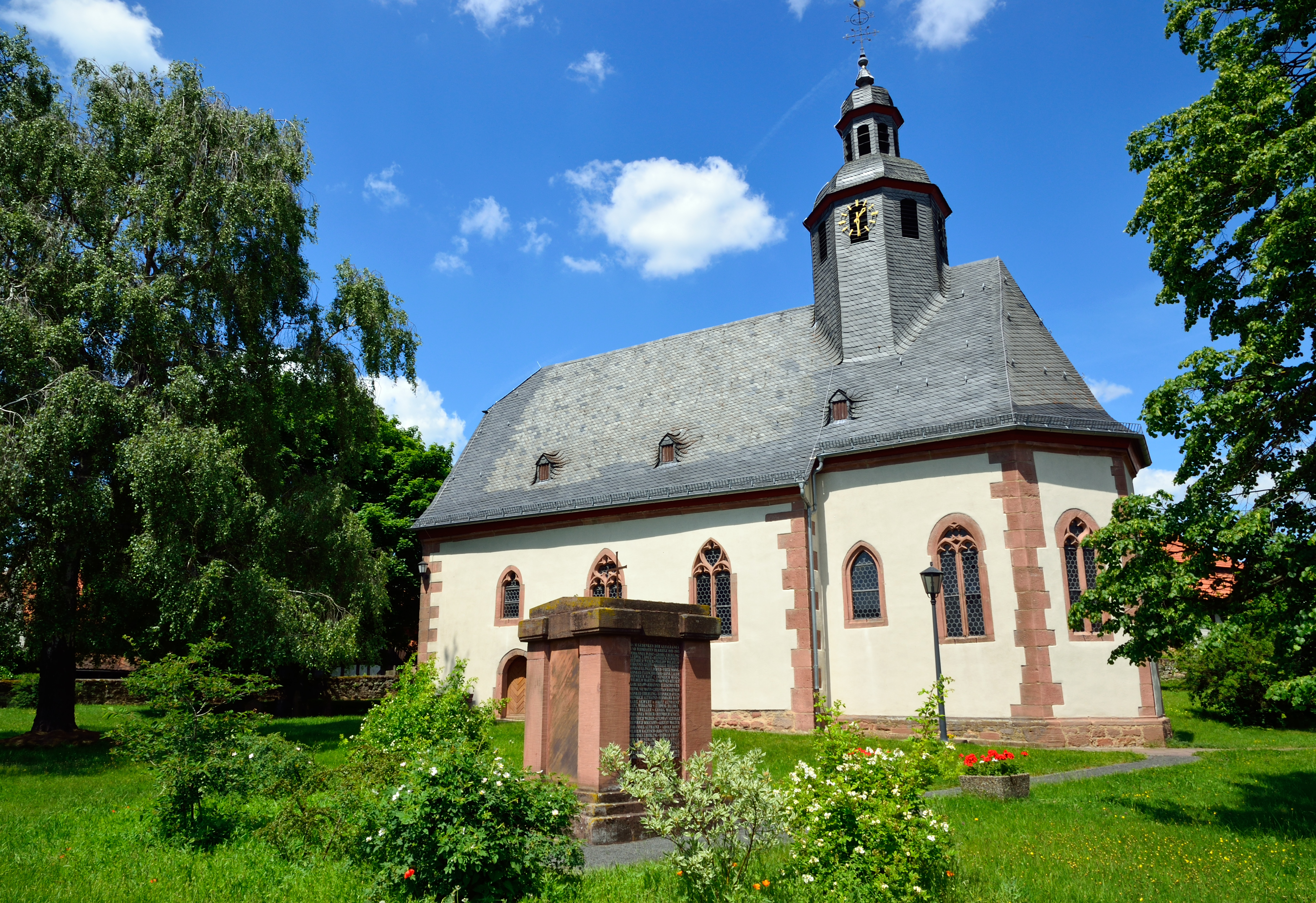
St. Jakob (Langenstein, Kirchhain)

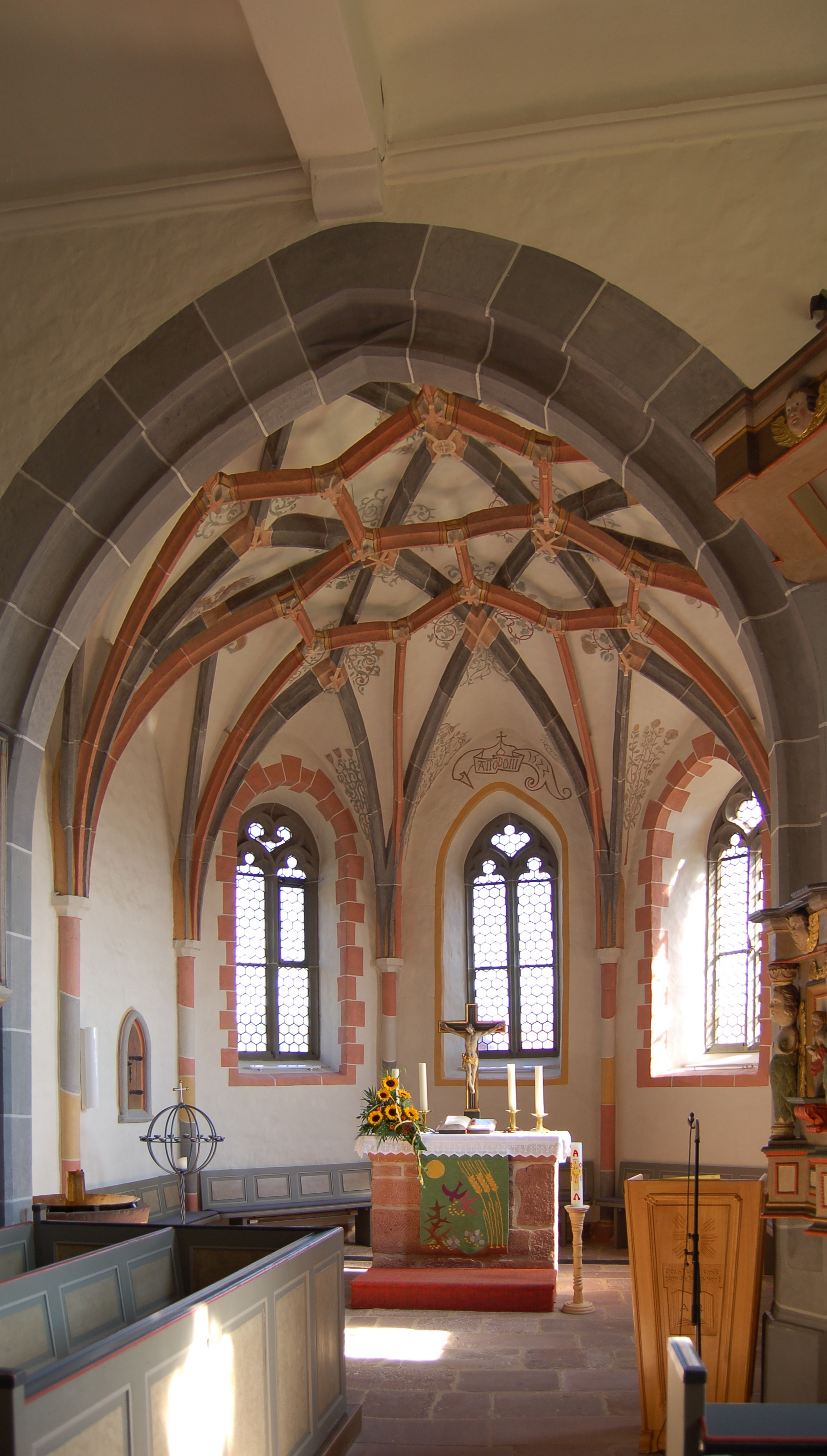
Chor

Die evangelische Dorfkirche St. Jakob ist eine gotische Saalkirche im Ortsteil Langenstein von Kirchhain im Landkreis Marburg-Biedenkopf in Hessen. Sie gehört zur Kirchengemeinde Langenstein-Niederwald im Kirchenkreis Kirchhain der Evangelischen Kirche von Kurhessen-Waldeck und ist für ihre ungewöhnliche Gewölbeform eines zweilagigen Netzgewölbes bekannt, die in Dorfkirchen selten vorkommt.

## Geschichte und Architektur

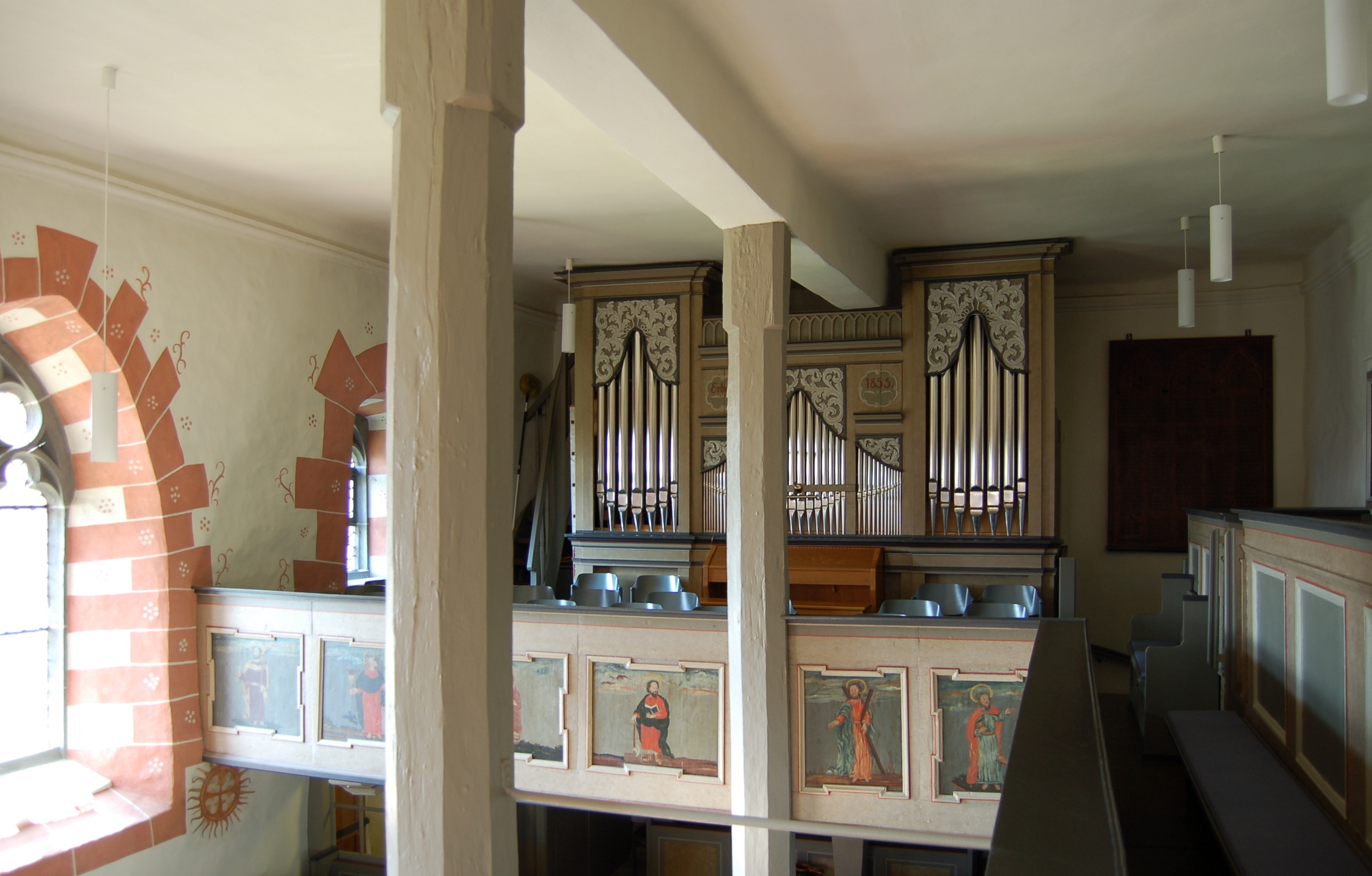
Längssicht durch das Schiff

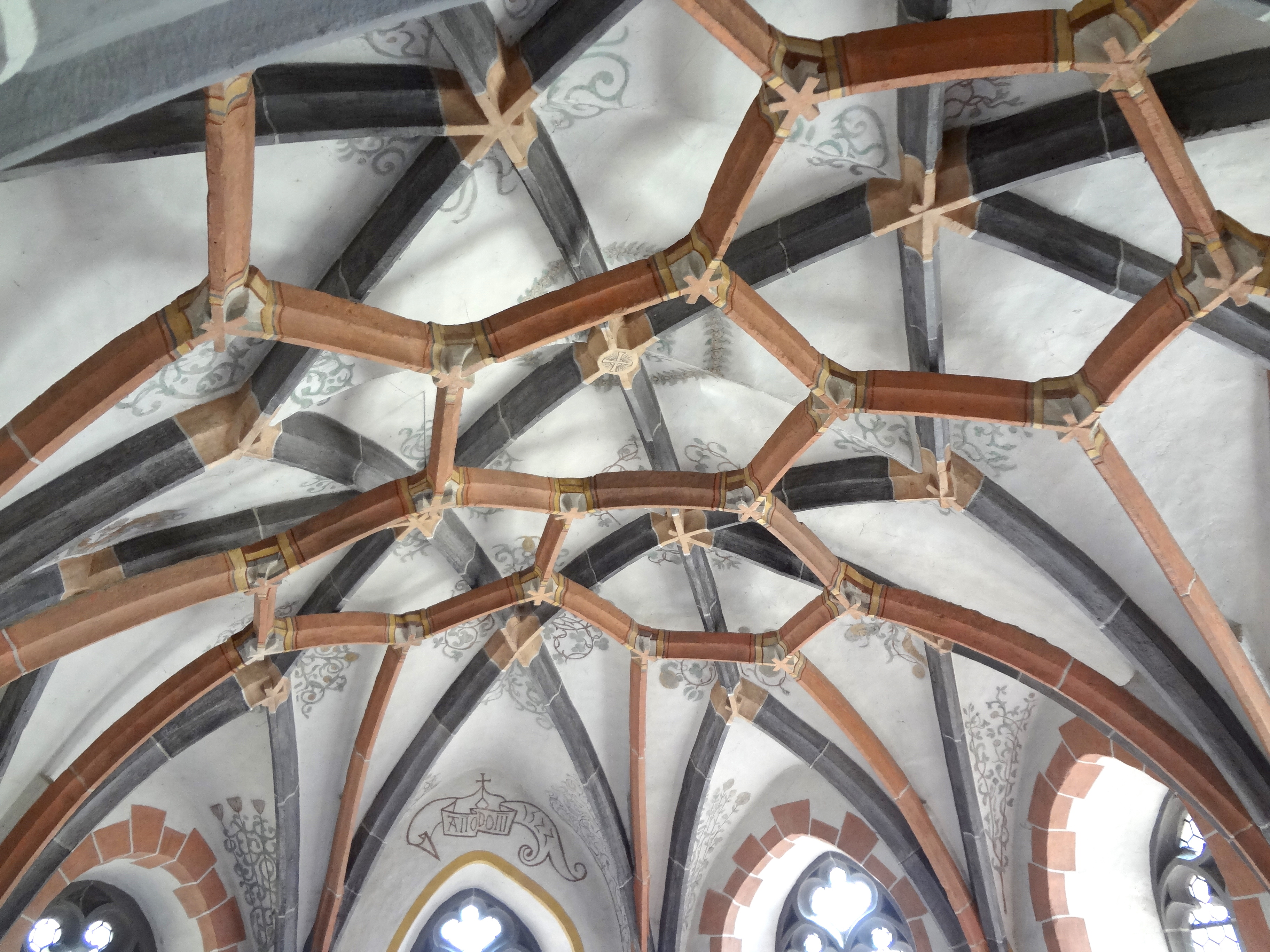
Chorgewölbe

Der Ort Langenstein war seit 1135 ursprünglich auf dem Kirchhof der Wehrkirche ansässig, im Jahr 1358 war die Hälfte des Besitzes und das Patronat beim Deutschen Orden. Später sind der Mainzer Erzbischof (1476) und der Landgraf von Hessen (1576) als Patronatsherren genannt.
Das flachgedeckte Schiff stammt im Kern aus der ersten Hälfte des 13. Jahrhunderts, die übrigen Teile sind im 15. Jahrhundert neu erbaut. Der Dachreiter mit Haube wurde im 18. Jahrhundert errichtet.
Die flache Decke des Kirchenschiffs wird von einem in Längsrichtung liegenden Unterzug stabilisiert, der von hölzernen Bügenpfeilern getragen wird. Diese Form von Hallenkirchen ist in Mittelhessen sehr häufig anzutreffen, anderswo aber selten. Der etwas langgestreckte Chor hat einen Dreiachtelschluss.
Im Chor ist ein zweischichtiges Netzgewölbe eingezogen, das in ähnlicher Form in der Schlosskirche von Meisenheim und im Salvatorchörlein an der Leonhardskirche in Frankfurt am Main zu finden ist. Unter einem konventionellen Netzgewölbe ist eine zweite Schale von Netzrippen freischwebend angeordnet. Ein derartiges Rippengewölbe kommt in der Spätgotik hin und wieder vor, ist jedoch in der hier vorhandenen Rippenfiguration mit Sechsecken selten.
Gewölbemalereien von 1522 akzentuieren diese virtuose Gewölbeform, indem die Gewölbekappen mit Rankenmalereien bemalt und die zwei Rippensysteme voneinander farblich abgesetzt sind. Auch die Fensterrahmen sind bemalt. Die Emporenbrüstungen wurden in der Barockzeit in handwerklicher Art bemalt.
Im Norden ist ein vermauertes romanisches Rundbogenportal erhalten. Die Südwand zeigt fein gestaltete spätgotische Maßwerkfenster, die Nordwand ist fensterlos.

## Ausstattung
Das Taufbecken wurde 1630 geschaffen. Die reichverzierte Kanzel ist in rustikalen, stark plastischen Barockformen vom Ende des 17. Jahrhunderts gestaltet, vergleichbar mit derjenigen von Oberrosphe. Die Orgel wurde in den Jahren 1854/55 durch Friedrich und Jakob Karl Ziese gebaut.

## Umgebung
An beiden Westecken der Kirche sind grobe romanisierende, figürliche Steinreliefs aus spätgotischer Zeit angebracht. Die Kirchhofmauer ist mit einer tonnengewölbten Vorhalle aus dem 16. Jahrhundert versehen. Neben dem Eingang zum annähernd kreisförmigen Kirchhof ist ein vorgeschichtlicher, vermutlich steinzeitlicher, 4,75 m hoher Riesenstein (Menhir) aufgestellt, auf den der Ortsname zurückgeführt wird.